# آنیف
آنیف (به آلمانی: Anif) یک منطقهٔ مسکونی در اتریش است که در ناحیه زالتسبورگ-اومگه‌بونگ واقع شده‌است. آنیف ۷٫۶۱ کیلومتر مربع مساحت دارد ۴۳۴ متر بالاتر از سطح دریا واقع شده‌است.